# 金匮街道
金匮街道，是中华人民共和国江苏省无锡市梁溪区下辖的一个乡镇级行政单位。2021年10月20日，撤销南禅寺街道、清名桥街道、金匮街道，设立新的清名桥街道。

## 行政区划
金匮街道下辖以下地区：
五星家园第一社区、五星家园第二社区和金匮苑社区。